# تامر وشوقية (مسلسل)
تامر وشوقية مسلسل مصري كوميدي ينتمي لنوعية السيت كوم، يحكى عن شوقية التي تعمل مدرسة وتسكن في حي العمرانية والتي تزوجت من تامر المحامي ابن الطبقة الأرستقراطية وساكن حى مصر الجديدة ويتناول المسلسل الفوارق الطبقية بين العائلتين والمشاكل التي قد تواجه حديثي الزواج في إطار كوميدى.

## الإخراج
قام المخرج والمنتج شريف عرفة بإخراج عدد من الحلقات في بداية المسلسل ثم تولى المخرج أسامة العبد مسؤلية الإخراج بعد ذلك ولكن لم يذكر ذلك في مقدمة أو نهاية المسلسل وكان اسم المخرج أسامة العبد على كل الحلقات.

## فريق عمل ورشة الكتابة
- عمرو سمير عاطف (رئيس ورشة الكتابة وصاحب الفكرة والشخصيات)
- تغريد العصفورى
- أحمد خالد (مخرج)
- باسم شرف
- تامر محمد عبد الحميد
- شريف بدر الدين
- محمد إسماعيل
- محمد حماد
- محمد سليمان عبد المالك
- محمد فتحي
- ميشيل نبيل
- وائل حمدي
- ولاء شريف
- وليد خيري

## الشخصيات الرئيسية
| الدور                          | الممثل            | وظيفة الشخصية بالمسلسل        |
| ------------------------------ | ----------------- | ----------------------------- |
| تامر عبد الرحمن سعيد الشعراوي  | أحمد الفيشاوي     | محامي                         |
| شوقية مرسى عويس                | مى كساب           | مدرسة                         |
| هيثم إبراهيم النزهى            | أحمد مكي          | عاطل                          |
| داليا عبد الرحمن               | إنجى وجدان        | طالبة بالجامعة الأمريكية      |
| سيد مرسى عويس                  | نضال الشافعي      | سائق ميكروباص وسباك سابقاً     |
| ياسر شوقي                      | محمد شاهين (ممثل) | سمسار عقارات                  |
| مرسي عويس                      | جمال إسماعيل      | صاحب مقهى                     |
| محاسن                          | انعام سالوسة      | ربة منزل                      |
| رقية حافظ                      | رجاء الجداوي      | رئيسة تحرير مجلة المرأة اليوم |
| عبد الرحمن سعيد مصطفى الشعراوي | لطفى لبيب         | أستاذ دكتور مهندس على المعاش  |

## عناوين حلقات الجزء الأول
| - 1- اللقاء - 2- الدخلة - 3- الصباحية - 4- شهر العسل - 5- أول خناقة - 6- ميس لانا - 7- الخلفة - 8- سيد والسفير | - 9- اشاعة خالد - 10- تامر عاطل - 11- الرهان - 12- زيارة محاسن1 - 13- زيارة محاسن2 - 14- سيد أخو شوقية - 15- حريق المدرسة - 16- قص الريش | - 17- الحسودية - 18- حريق المطبخ1 - 19- حريق المطبخ2 - 20- حادثة العربية - 21- ميحكمش - 22- خطوبة داليا - 23- عالم عيال | - 24- الشغالة - 25- رجب صايع - 26- داليا حامل - 27- الضرائب - 28- شوقية الخياطة - 29- رشوة بتلو - 30- أول عيد جواز |